# Посјети пријатеља
„Посјети пријатеља” је југословенски документарни филм из 1958. године. Режирао га је Шиме Шиматовић који је написао и сценарио.

## Улоге
| Глумац          | Улога |
| --------------- | ----- |
| Јосип Броз Тито | Лично |